# آلبرت لیندون
آلبرت لیندون (انگلیسی: Albert Lindon; ۱۸۹۱–۱۹۷۶) بازیکن فوتبال، و سرمربی (فوتبال) اهل بریتانیا بود.
از باشگاه‌هایی که در آن بازی کرده‌است می‌توان به باشگاه فوتبال مرثر تاون و باشگاه فوتبال چارلتون اتلتیک اشاره کرد.